# مغامرة القطب الجنوبي
مغامرة القطب الجنوبي (بالإنجليزية: Antarctic Adventure)‏ (باليابانية: けっきょく南極大冒険) ، هي لعبة إلكترونية من نوع لعبة منصات وسباق الوقت الزمني، صدرت عام 1983م، وتدعم منصات نينتندو وشركة كونامي.

## طريقة اللعبة
يقوم بطل اللعبة البطريق بالقفز وتبدأ السباق ويجب الحذر من ظاهرة بعض تشقاقات المياه المثلجة وظهور البقمة وحتى يصل بطل اللعبة إلى خط النهاية فتظهر بعض أعلام بلدان العالم مثل الولايات المتحدة والمملكة المتحدة وفرنسا ونحو ذلك، وفي المرحلة الأخيرة من اللعبة حينما يصل إلى نهاية خط السباق يظهر أخيراً العلم الياباني.

## وصلة خارجية
- مغامرة القطب الجنوبي guide في موقع ستراتيجي ويكي
- مغامرة القطب الجنوبي على موبي غيمز
- Review of the game